# Аламеда (станція метро)
38°44′14″ пн. ш. 9°8′2″ зх. д. / 38.73722° пн. ш. 9.13389° зх. д.
Алам́еда (порт. Alameda) — станція Лісабонського метрополітену. Розташована у центральній частині міста Лісабона в Португалії. Належить одночасно двом лініям: на Зеленій лінії (або Каравели) розташувалася між станціями «Арройуш» та «Ареейру», на Червоній лінії (або Сходу) — є кінцевою (сусідня станція — «Олаяш»). Станція берегового типу, мілкого закладення. Дві платформи Зеленої лінії були введені в експлуатацію 18 червня 1972 року. Інші дві платформи Червоної лінії введено в експлуатацію майже через 26 років — 19 травня 1998 в рамках пролонгації метрополітену у східному напрямку міста, оскільки того року в португальській столиці відбувалась міжнародна експозиція EXPO'98. Належить до першої зони оплати проїзда .
Назва станції у перекладі українською мовою означає «проспект», оскільки міститься під проспектом названим на честь першого португальського короля Альфонса, сина Генріха (порт. Alameda Dom Afonso Henriques). Крім того, неподалік від станції розташований Вищий технічний інститут (порт. Instituto Superior Técnico).

## Опис
За архітектурою, станція складається по суті з двох станцій (кожна з яких належить відповідній лінії), з'єднаних між собою широким підземним переходом з галереями та магазинами. Архітектор оригінального проекту частини станції, що належить Зеленій лінії, — Dinis Gomes, художні роботи виконала — Maria Keil (першопочатковий вигляд станції). Пізніше ця частина станції зазнала реконструкцій у 1998 році в рамках архітектурного проекту Manuel Taínha було подовжено посадкові платформи станції, які змогли приймати по 6 вагонів у кожному напрямку. Також було побувано підземний перехід до новозбудованої у тому ж році частини станції, що належить Червоній лінії, так званої «Аламеда-II». Художні роботи у цій частині станції виконали Costa Pinheiro, Alberto Carneiro, Juahana Bloomstedt, у підземному переході — Noronha da Costa. Станція має два вестибюлі підземного типу (кожний з яких належить відповідній лінії), що мають шість основних виходів на поверхню. Як і інші сучасні станції міста, має ліфти для людей з фізичним обмеженням. На станції заставлено тактильне покриття. 

## Режим роботи[5]
Відправлення першого поїзду відбувається з кінцевих станцій: 06:30
Відправлення останнього поїзду відбувається з кінцевих станцій:01:00

## Галерея зображень

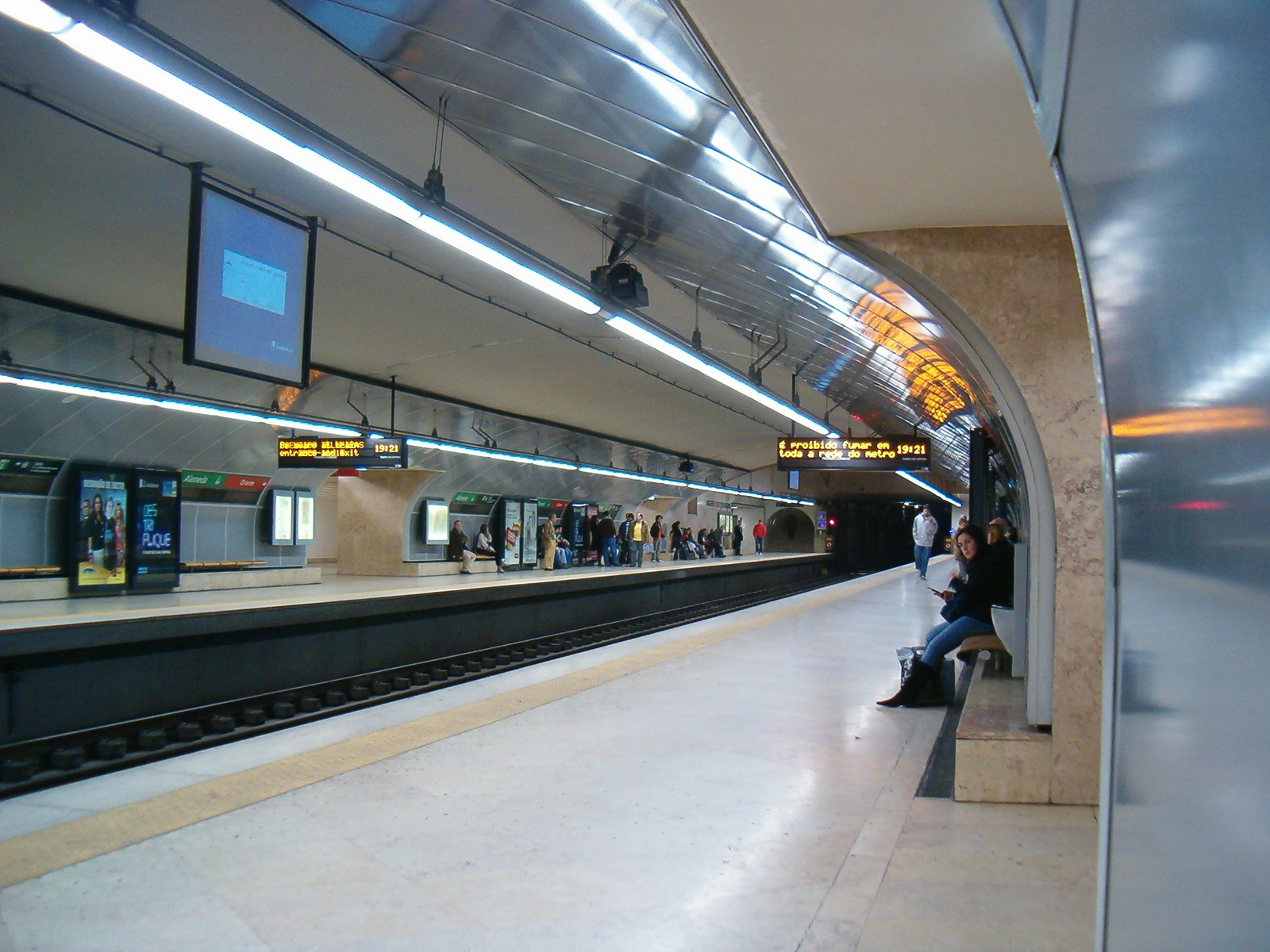
Посадкова платформа станції (Зелена лінія)
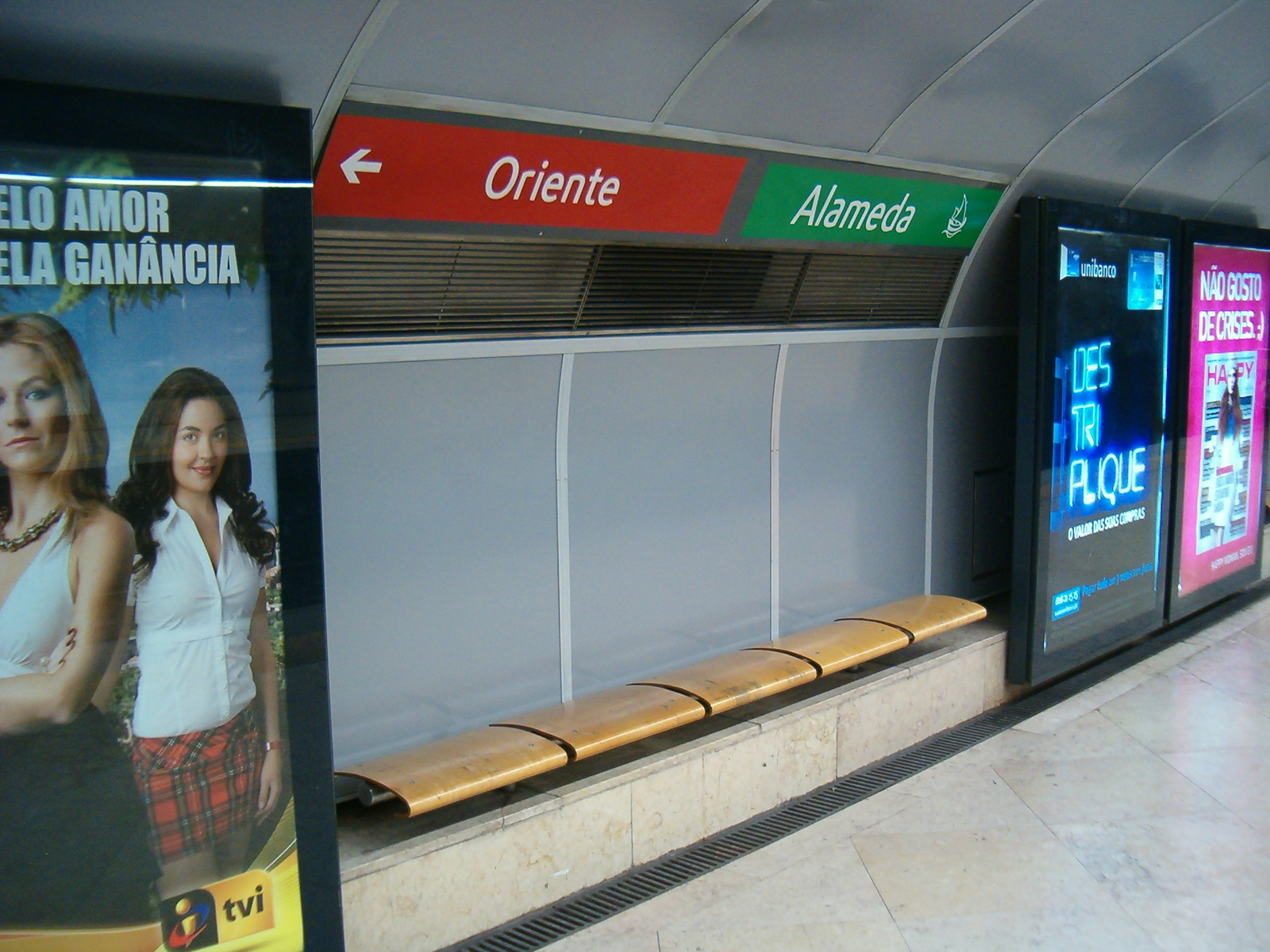
Сидіння на посадковій платформі
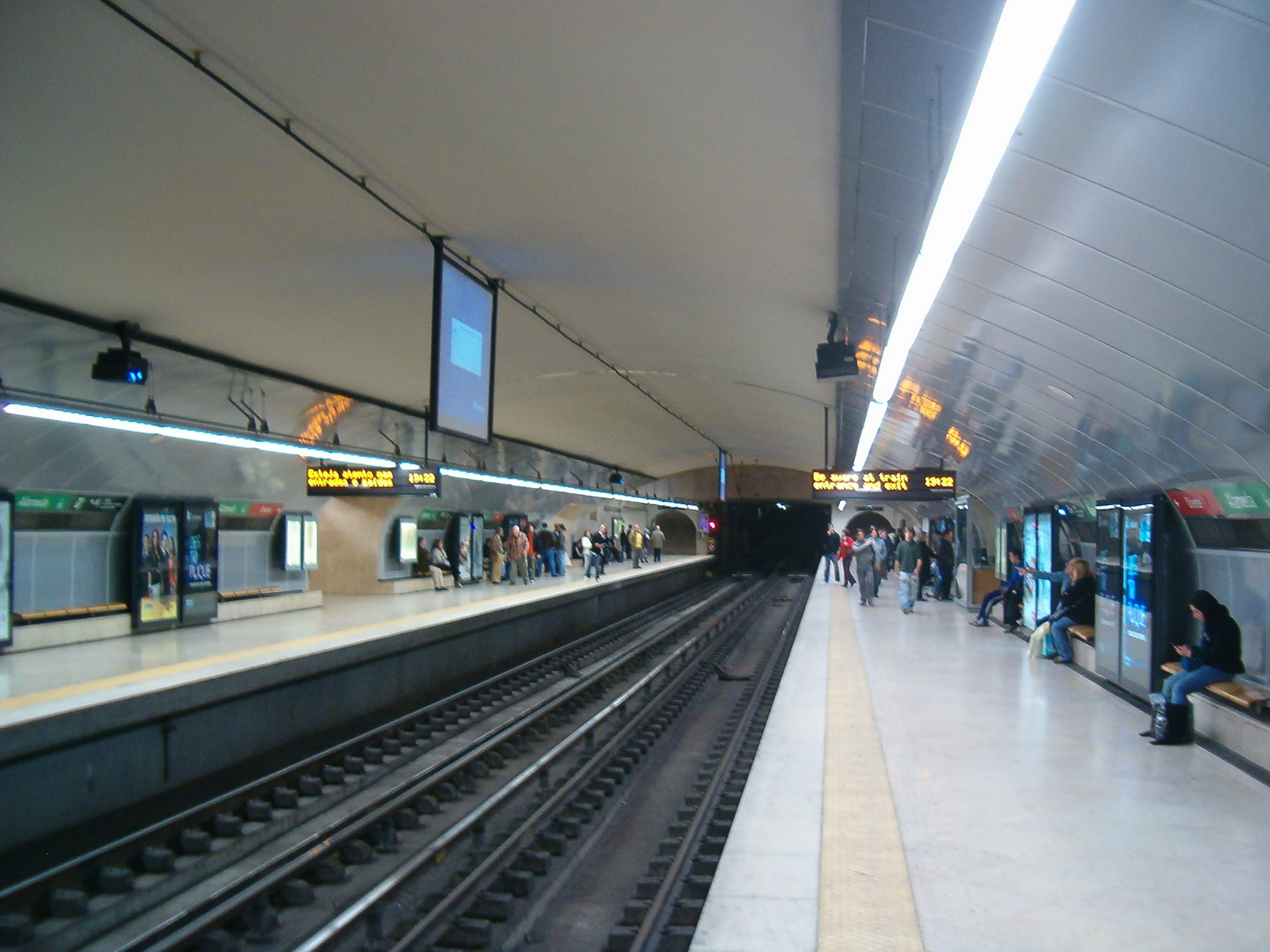
Головна зала станції (Зелена лінія)
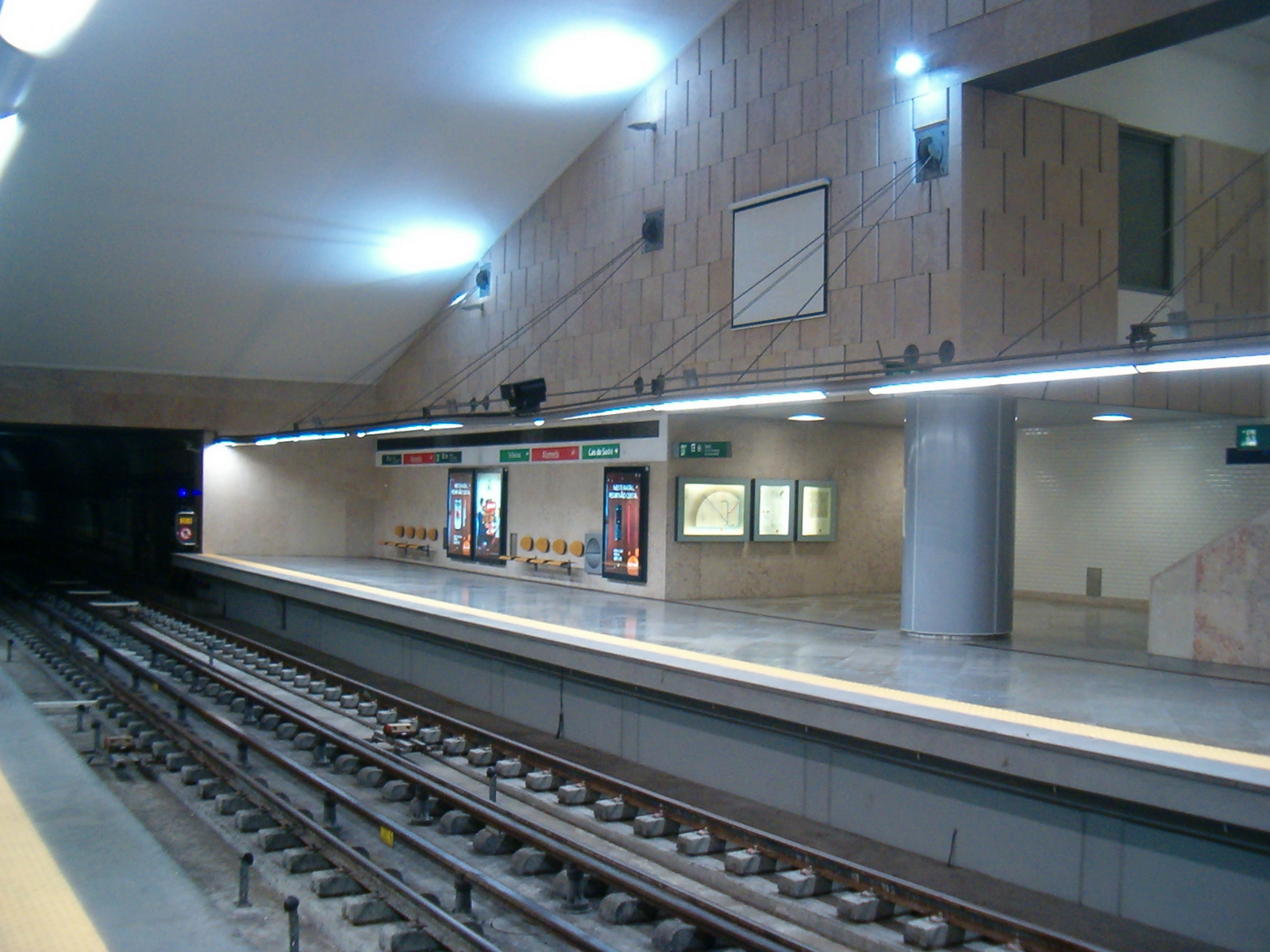
Декорація головної зали станції (Червона лінія)